# Kay Matter

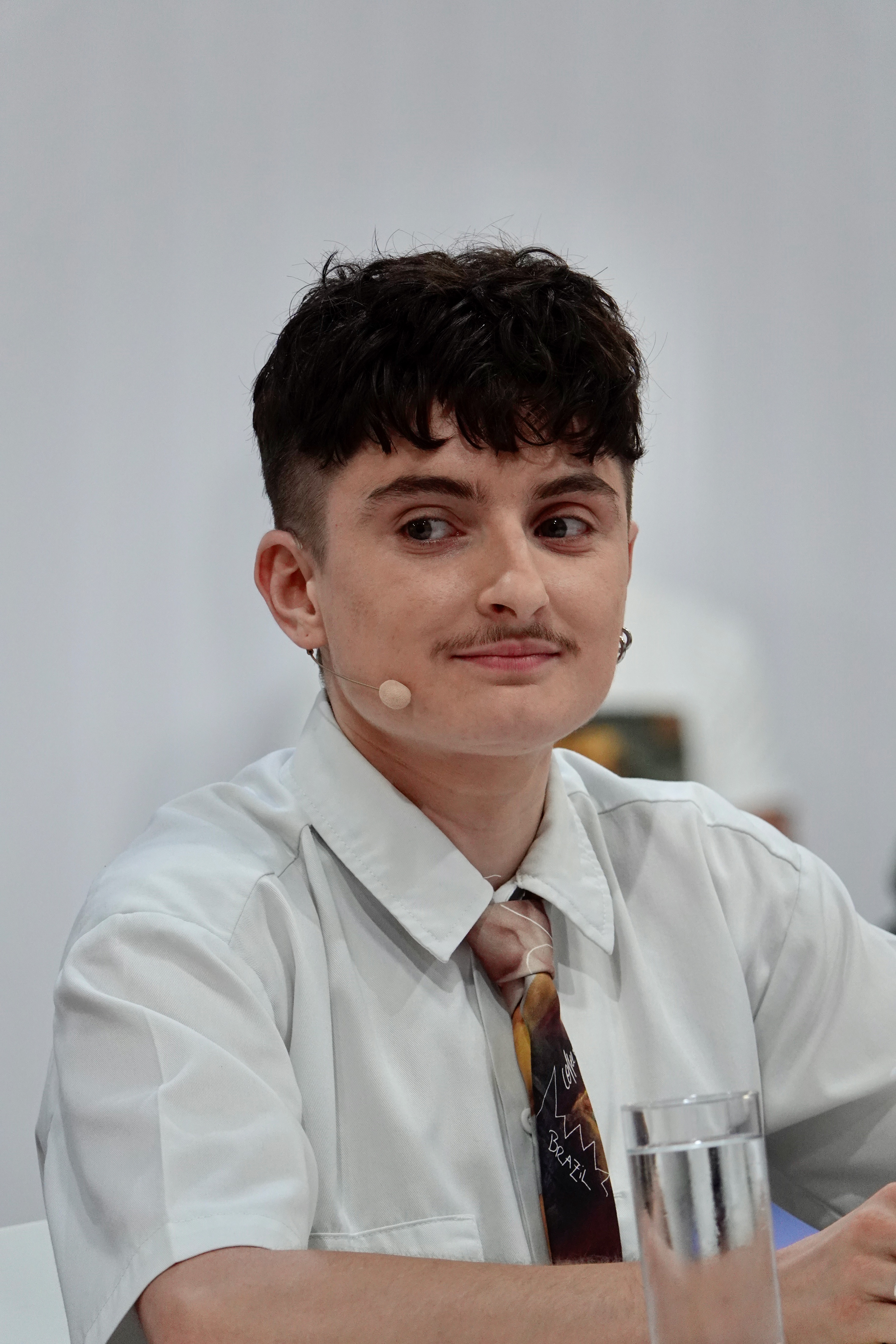
Kay Matter vor der Lesung beim Ingeborg Bachmann-Preis 2025

Kay Matter (* 1998 in Zürich, vormals auch Veröffentlichungen unter den Namen Selma Kay Matter und Selma Matter) ist ein nichtbinärer Schweizer Autor, der Essays, Prosa und Theaterstücke schreibt.

## Leben
Matter wuchs in Zürich und Norditalien auf. Nach einem nicht beendeten Studium an der Universität Hildesheim studierte er Szenisches Schreiben an der Universität der Künste Berlin. Er war Teil der künstlerischen Leitung des Literaturfestivals Prosanova 2020 und gab die Literaturzeitschrift Bella triste mit heraus.
Zusammen mit der Autorin Marie Lucienne Verse verfasste er unter dem gemeinsamen Pseudonym Matter*Verse mehrere Theaterstücke. Noch während seines Studiums wurden die ersten alleine sowie im Duo entstandenen Stücke an Theatern wie dem Berliner Ensemble, dem Landestheater Linz und dem Schauspielhaus Wien uraufgeführt. In dieser Zeit hatte er auch die ersten Auftritte als Performer.
Matter wurde für das Theaterdebüt Grelle Tage mit verschiedenen Preisen ausgezeichnet und in der Kritikerumfrage der Theaterzeitschrift Theater heute zweifach als Bester Nachwuchskünstler des Jahres 2023 nominiert. Im selben Jahr erhielt er den renommierten Nestroy-Theaterpreis in der Kategorie Bester Nachwuchs. Das Stück Grelle Tage erschien 2023 in der Buchreihe «Suhrkamp Theater».
2024 veröffentlichte er mit Muskeln aus Plastik sein vielbeachtetes autofiktionales Prosadebüt, das sich als erster literarischer Text im deutschsprachigen Raum mit Long Covid (und Transgeschlechtlichkeit) auseinandersetzt. Das Missy Magazine bezeichnet das Buch als «Chronic-Illness-Memoir», der Verlag schreibt über die innovative Form: «Jenseits aller formalen und intellektuellen Traditionen untersucht Kay Matter die dünne Linie zwischen Lust und Schmerz […].»
Matter ist auch in der Lehre tätig und doziert am Wiener Institut für Sprachkunst. Als Journalist schreibt er für Medien wie das Missy Magazine und Zeit online.
Kay Matter ist zur Lesung beim Ingeborg-Bachmann-Preis 2025 eingeladen.

## Werke
- Matter*Verse: Alice verschwindet. Suhrkamp Theaterverlag. Uraufführung 2022 am Landestheater Linz, Regie: Valerie Voigt.
- Selma Kay Matter: Grelle Tage. Suhrkamp Theaterverlag. Uraufführung 2023 am Schauspielhaus Wien, Regie: Charlotte Lorenz. Deutsche Erstaufführung 2024 am Schauspielhaus Bochum, Regie: Caroline Kapp.
- Matter*Verse: Alias Anastasius. Suhrkamp Theaterverlag. Uraufführung 2023 am Berliner Ensemble, Regie: Fritzi Wartenberg
- Selma Kay Matter: Helena oder: Stay Safe and Sorry. Suhrkamp Theaterverlag. Uraufführung 2024 am Theater Münster, Regie: Alina Fluck
- Selma Kay Matter: Grelle Tage. Reihe Suhrkamp Theater, Suhrkamp Verlag, 2023. ISBN 978-3-518-43151-1.
- Selma Kay Matter: Muskeln aus Plastik. Hanser Berlin, 2024, ISBN 978-3-446-28003-8.

## Auszeichnungen
- 2020: Nominierung für den Retzhofer Dramapreis für junges Publikum
- 2021: Thomas-Bernhard-Stipendium für Alice verschwindet[7]
- 2022: Sonderpreis für Studierende des Szenischen Schreibens, im Rahmen der Verleihung der Deutschen Kinder- und Jugendtheaterpreise, für Grelle Tage
- 2022: Dramatikpreis des Trigger Theaterfestivals, für Helena oder: Stay safe and sorry[8]
- 2022: Hans-Gratzer-Preis, für Grelle Tage
- 2023: zweifache Nominierung als Bester Nachwuchsautor in der Theater heute-Kritikerumfrage
- 2023: Nestroy-Theaterpreis in der Kategorie Bester Nachwuchs[9]
- 2025: SchreibZeit Stipendium der Stiftung Niedersachsen[10]